# Kai Taylor
Kai Taylor (South Brisbane, 18 agosto 2003) è un nuotatore australiano, vincitore di un argento ed un bronzo olimpico a Parigi 2024 e di due medaglie d'oro ai mondiali.
È figlio di Hayley Lewis.

## Palmarès
- Giochi olimpici

Parigi 2024: argento nella 4x100m sl, bronzo nella 4x200m sl.
- Mondiali

Fukuoka 2023: oro nella 4x100m sl, bronzo nella 4x200m sl e nella 4x100 m misti.
Doha 2024: argento nella 4x100 m sl mista.
Singapore 2025: oro nella 4x100m sl, bronzo nella 4x200m sl.